# 永平 (西晋)
永平（291年正月-三月）是西晋皇帝晋惠帝司马衷的第二个年号，共计3个月。

## 大事記
- 永熙二年春正月乙酉朔，晋惠帝司马衷下诏曰：“朕夙遭不造，淹恤在疚。赖祖宗遗灵，宰辅忠贤，得以眇身托于群后之上，昧于大道，不明于训，战战兢兢，夕惕若厉。乃者哀迷之际，三事股肱，惟社稷之重，率遵翼室之典，犹欲长奉先皇之制，是以有永熙之号。然日月逾迈，已涉新年，开元易纪，礼之旧章。其改永熙二年为永平元年。”[1]隨即改元永平。

- 永平元年春二月癸酉，司马瑋及都督揚州諸軍事淮南王司马允來朝。

- 永平元年春三月辛卯，孟觀與同僚李肇連夜抨擊晋武帝岳父摄政楊駿意圖謀反，杨骏伏诛。

- 永平元年春三月壬辰，又赦天下，改元元康。

## 纪年
| 永平 | 元年  |
| ---- | ----- |
| 公元 | 291年 |
| 干支 | 辛亥  |

## 参看
- 中国年号索引
- 其他时期使用的永平年号